# ماريو رودريغيز (لاعب كرة قدم مكسيكي)
ماريو رودريغيز (بالإسبانية: Mario Rodríguez Bañuelos)‏ هو لاعب كرة قدم مكسيكي، ولد في 18 مارس 1991.